# 윌리엄 킹던 클리퍼드
윌리엄 킹던 클리퍼드(영어: William Kingdon Clifford IPA: [ˈwɪljəm ˈkɪŋdən ˈklɪfə(r)d], 1845~1879)는 영국의 수학자이다. 수리물리학에서 중요한 클리퍼드 대수를 고안하였다.

## 생애
1845년 5월 4일 영국 엑서터에서 태어났다. 15세에 킹스 칼리지 런던에 입학하였고, 이후 케임브리지 대학교 트리니티 칼리지에 입학하여 1867년에 전교 2등(영어: Second Wrangler)을 하였다. 1870년에 이탈리아의 12월 22일 개기 일식을 관찰하기 위한 탐험대에 참가하였다. 1871년에 유니버시티 칼리지 런던의 수학·역학 교수가 되었고, 1874년에 왕립 학회 회원이 되었다.
1875년 4월 7일에 루시 레인(영어: Lucy Lane, 1846~1929)과 결혼하였고 두 명의 딸을 두었다. 1876년에 신경 쇠약을 겪고, 알제리와 스페인에서 요양하였다. 이후 귀국하였으나, 다시 포르투갈 마데이라 제도로 요양하여 거기서 1879년 3월 3일에 결핵으로 사망하였다. (클리퍼드 사후, 부인 루시 클리퍼드는 유명한 소설가가 되었다.)

## 같이 보기
- 클리퍼드 다발
- 단체 (수학)

## 참고 문헌
- Chisholm, M. (1997). “William Kingdon Clifford (1845-1879) and his wife Lucy (1846-1929)”. 《Advances in Applied Clifford Algebras》 (영어) 7S: 27–41.
- Chisholm, M. (2002). 《Such silver currents: the story of William and Lucy Clifford, 1845–1929》 (영어). The Lutterworth Press. ISBN 0-7188-3017-2.
- Farwell, Ruth; Knee, Christopher (1990). “The End of the Absolute: a nineteenth century contribution to General Relativity”. 《Studies in History and Philosophy of Science》 (영어) 21: 91–121. doi:10.1016/0039-3681(90)90016-2.
- Madigan, Timothy J. (2010). 《W. K. Clifford and ‘The Ethics of Belief’》 (영어). Cambridge Scholars Press. ISBN 978-1847-18503-7.